# International Mine Clearance Board

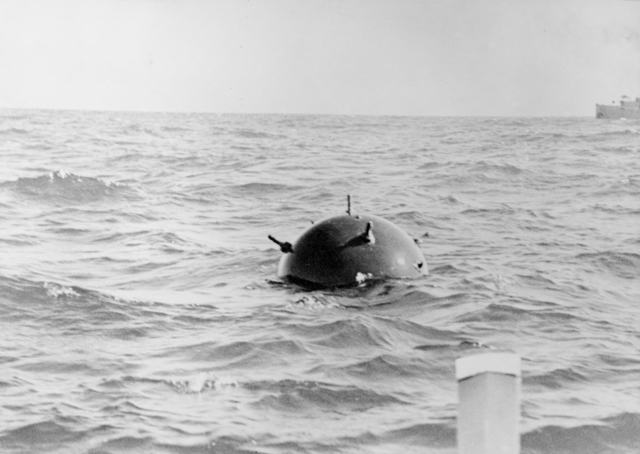
Minenräumung: Eine Ankertaumine schwimmt an der Oberfläche, nachdem ein Minensuchboot ihr Ankertau geschnitten hat

Das International Mine Clearance Board (IMCB, deutsch etwa: Internationaler Minenräumausschuss) war eine am Ende des Zweiten Weltkriegs von den meisten europäischen Küstenanrainerstaaten gegründete Organisation, deren Aufgabe es war, die Räumung der im Krieg gelegten Seeminen zu koordinieren. Die Verträge über das IMCB wurden am 22. November 1945 unterzeichnet. Das IMCB wurde Ende 1951 aufgelöst.

## Bedrohung der Schifffahrt durch Seeminen nach dem Zweiten Weltkrieg

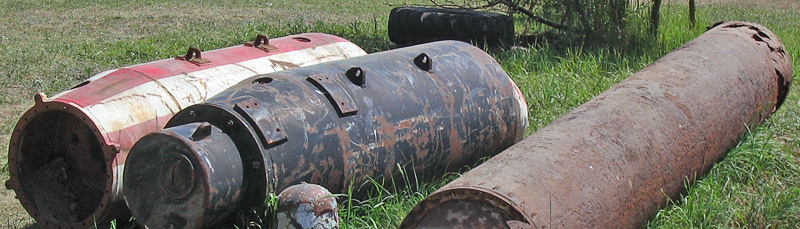
Geborgene Grundminen

Im Zweiten Weltkrieg sind allein in europäischen Gewässern etwa 600.000 Seeminen gelegt worden. Dabei handelte es sich um unterschiedliche Typen von Grund- und Ankertauminen. Die meisten dieser Minen waren bei Kriegsende nicht geräumt worden und stellten eine erhebliche Gefahr für die Schifffahrt und die Fischerei dar. In den Jahren nach dem Zweiten Weltkrieg wurde eine größere Zahl von Schiffen durch Minen versenkt oder beschädigt, wobei viele Menschen getötet oder verletzt wurden. Zu den folgenreichsten Minenschäden gehörten der Untergang des dänischen Passagierdampfers Kjobenhavn am 11. Juni 1948 vor Aalborg mit vermutlich über 150 Toten und der französischen Fregatte Laplace am 15. September 1950 westlich von St. Malo mit 51 Toten.

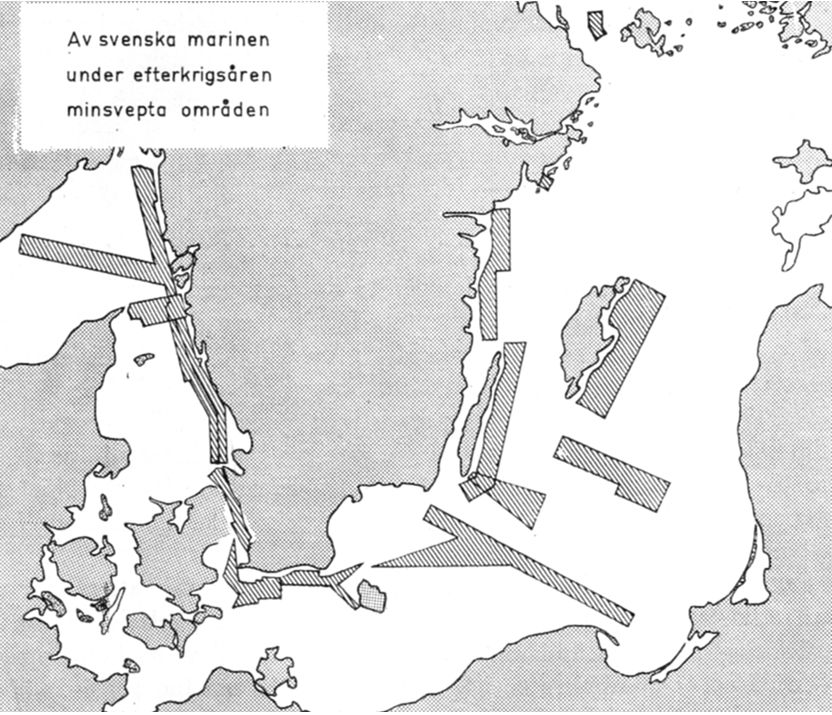
Nach 1945 durch die schwedische Marine nach Minen abgesuchte Seegebiete

Durch intensive Minenräumoperationen unter der Leitung des IMCB und durch andere Nationen konnte die Minengefahr in den Nachkriegsjahren vermindert, jedoch bis heute nicht vollkommen beseitigt werden. Das gilt insbesondere für Grundminen. Mitte der 1960er Jahre waren nicht entmagnetisierte Schiffe gezwungen, sich an abgesuchte Wege zu halten, da außerhalb dieser Wege noch immer mit zündfähigen Grundminen zu rechnen war.

## Organisation
Am IMCB beteiligten sich alle europäischen Küstenländer mit Ausnahme von Schweden und der Türkei, die nur Beobachter entsandten. Zusätzlich beteiligten sich außereuropäische Nationen wie Australien. Sitz des IMCB war London, wo ein aus britischen, französischen, sowjetischen und US-amerikanischen Offizieren gebildeter Führungsstab aufgestellt wurde. Er übertrug die Räumaufgaben an die Küstenstaaten. 
Das europäische Räumgebiet wurde in vier Zonen eingeteilt:
- Ostatlantische Zone mit Biskaya, Kanal, Nordsee, britischer, dänischer und norwegischer Küste,
- Kattegat und Ostseezugänge,
- Barentssee-/Ostsee-/Schwarzmeer-Zone,
- Mittelmeerzone.[2]

Grundsätzlich galt, dass alle Nationen für die Minenräumung in ihren Küstengewässern zuständig waren. Sofern das nicht möglich war, wurde internationale Unterstützung gewährt. So erhielt die italienische Marine Anfang 1946 von der britischen Royal Navy 32 Minensuchfahrzeuge für die Räumung der italienischen Gewässer.
Für die Zusammenarbeit mit der zivilen Schifffahrt wurde ebenfalls in London, am Sitz der britischen Admiralität, die International Routeing and Reporting Authority (IRRA) eingerichtet, die Anweisungen und Informationen über minenfreie Wege und Seegebiete herausgab, die anfangs als so genannte Zwangswege verbindlich vorgegeben waren. Für den europäischen Raum wurden regelmäßig die North European and Mediterranean Route Instructions (Nemedri) herausgegeben, die in den jeweiligen nationalen Nachrichten für Seefahrer veröffentlicht wurden. Das NEMEDRI-System bestand bis 1975.

## Deutsche Beteiligung
Deutsche Kräfte wurden vom Tag der bedingungslosen Kapitulation der Wehrmacht am 8. Mai 1945 an zur Teilnahme an der Minenräumung in deutschen und fremden Gewässern gemäß den Vorgaben des IMCB verpflichtet. Für diese Aufgabe wurde aus dem Bestand der Kriegsmarine der unter britischer Aufsicht stehende Deutsche Minenräumdienst (DMRD) gebildet, der zeitweise über mehrere hundert Minenabwehrfahrzeuge verfügte. Die Einheiten des DMRD wurden vor der westdeutschen, der dänischen, der niederländischen und der norwegischen Küste eingesetzt.
Weitere deutsche Kräfte, die nicht Teil des DMRD waren, wurden unter französischer Leitung an der französischen Küste eingesetzt. Über einen Einsatz unter sowjetischer Leitung in der Ostsee gibt es keine Erkenntnisse.
Nach der Auflösung des DMRD Ende 1947 wurde der Minenräumverband Cuxhaven (MRVC) aufgestellt, der die Aufgabe bis Juni 1951 ebenfalls unter britischer Aufsicht fortführte. Anschließend wurden die Räumboote dieses Verbandes an die zur United States Navy gehörende Labor Service Unit (B) übergeben und mit deutschem Personal weiterbetrieben. Die Koordination mit dem IMCB erfolgte weiterhin über britische Stellen, die hierbei durch eine aus deutschem Personal bestehende Marinedienstgruppe in Cuxhaven unterstützt wurde.

## Zwischenfälle und Verluste

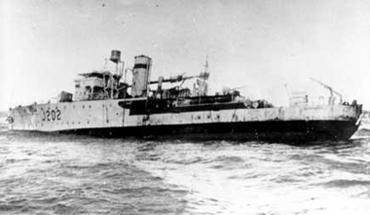
Die australische Korvette Warrnambool sinkt nach einem Minentreffer

Im Räumdienst gingen eine Anzahl von Schiffen verschiedener Nationen durch Minentreffer verloren. Dabei und bei weiteren Unfällen im Räumdienst starb eine erhebliche Zahl von Personen.
Die schwersten Vorfälle im Rahmen der Räumarbeiten unter der Leitung des IMCB waren die Korfu-Kanal-Zwischenfälle, die sich zwischen Mai und November 1946 ereigneten. Bei Minentreffern auf den britischen Zerstörern Saumarez und Volage wurden 44 Mann getötet und 42 verletzt. HMS Volage wurde so schwer beschädigt, dass sie außer Dienst gestellt und verschrottet werden musste.
Im DMRD kamen 53 Besatzungsangehörige durch Minenräumunfälle und 31 bei einer Detonation auf einem Munitionsversenkungsschiff ums Leben. Zehn Schiffe gingen verloren. Im MRVC starben drei Angehörige durch Räumunfälle, und ein Fahrzeug sank auf einer Mine, wobei sieben Personen verletzt wurden.
Bei Räumarbeiten vor der Küste von Queensland lief die australische Korvette Warrnambool am 13. September 1947 auf eine Mine und sank. Dabei wurden vier Soldaten getötet.

## Verweise

### Weblink
- Projekt Seekrieg der Württembergischen Landesbibliothek